# Mahmoud Khamees
Mahmoud Khamees Al-Hammadi (Al Ain, 28 ottobre 1987) è un ex calciatore emiratino, centrocampista dell'Al-Wahda.